# Mond (Heraldik)

Mondsichel mit menschlichem Antlitz, Wappen von Boswil, Kanton Aargau

Der Mond ist eine gemeine Figur in der Heraldik.
Er wird in Wappen und Flaggen meist als Mondsichel (oft nicht ganz korrekt „Halbmond“ genannt), selten als Vollmond dargestellt. In der Sichelform wird der Mond oft mit – nicht der Realität entsprechenden – überfallenden Spitzen dargestellt, weil diese Form optisch attraktiver wirkt. Teilweise wird der Mond, ähnlich wie auch die Sonne in der Heraldik, mit einem menschlichen Antlitz dargestellt. In dieser Form heißt er in der Blasonierung gebildet oder gesichtet, ohne Gesicht entsprechend ungebildet oder ungesichtet.
Eine weitere Darstellung im Wappenschild ist mit den Spitzen nach oben (liegend) oder nach unten zeigende (schwebend) Mondsichel für den auf- und untergehenden Mond.
Die Darstellung von drei in sich verschlungener Mondsicheln nutzte der französische König Heinrich II. als Emblem. Auch die französische Hafenstadt Bordeaux führt die drei Monde im Stadtemblem.
In manchen Wappen ist die Mondsichel ein Symbol für Maria, die Mutter Jesu. Einige andere Wappen zeigen Maria als Mondsichelmadonna, also Maria auf der Mondsichel stehend.
Sterne begleiten den Mond in vielen Abbildungen. Die ungebildete Mondsichel mit (oft fünfzackigem) Stern (Hilal) ist in vielen Wappen und Flaggen der islamischen Welt verbreitet und gilt als Symbol des Islams.
Auch bei anderen Darstellungsmöglichkeiten (Turmspitzen, Emblemen von Organisationen) wird gern auf dieses Symbol zurückgegriffen.

## Beispiele

Verschlungene Mondsicheln im Stadt-/Gemeindewappen
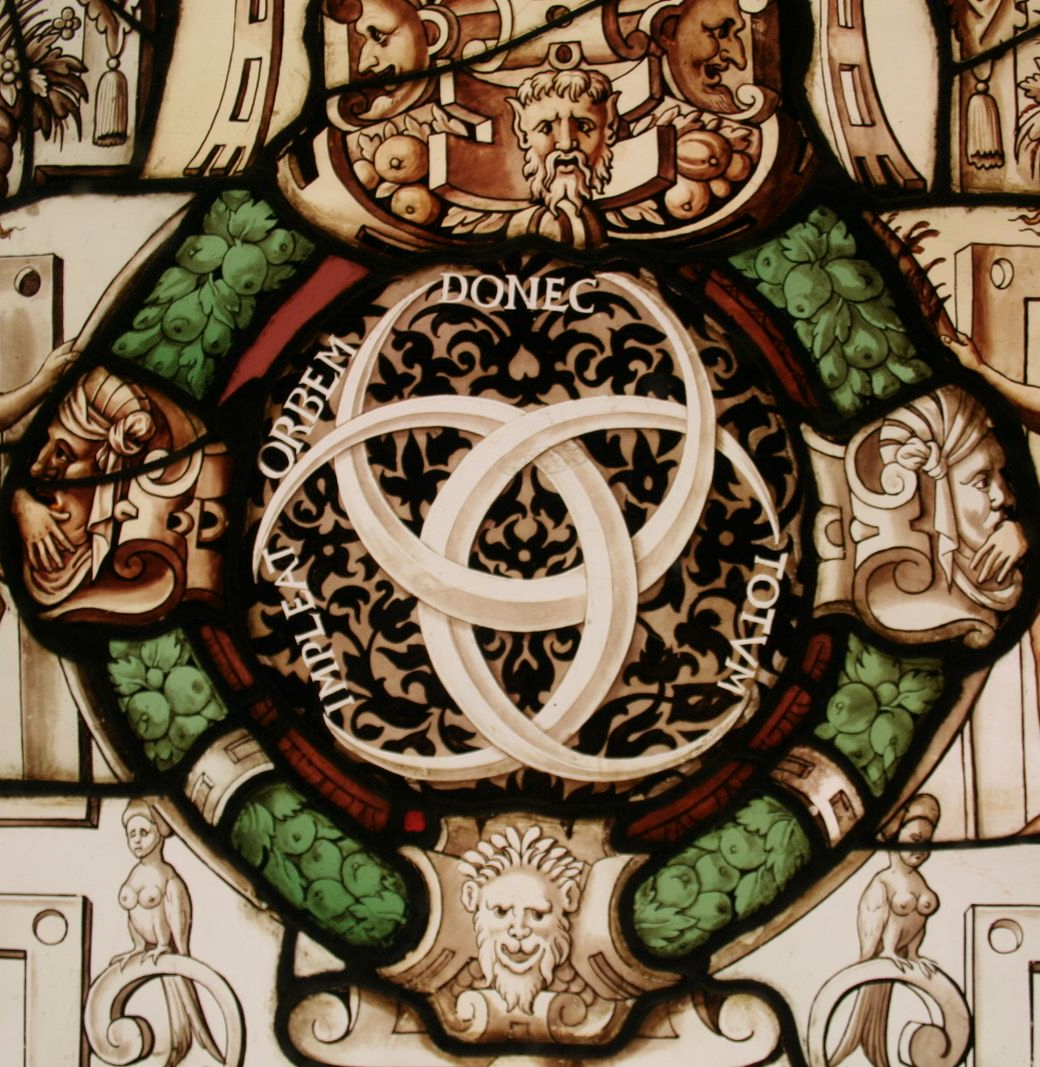
Verschlungene Mondsicheln in Glasmalereien in Schloss Écouen, Nationalmuseum der Renaissance, Frankreich
Vier mit den Hörnern zugewandte Halbmonde, siehe Lunel (Heraldik)

### Adelswappen
| Wappen | Benutzung                                   | Datum                     | Bemerkung                            |
| ------ | ------------------------------------------- | ------------------------- | ------------------------------------ |
|        | Wappen der Baumbach                         | seit 13. Jahrhundert      | Hessischer Uradel                    |
|        | Wappen der Brzeziński                       | seit 13. Jahrhundert      | polnisch-preußisches Adelsgeschlecht |
|        | Wappen der Finck von Finckenstein           | seit 14. Jahrhundert      | Preußischer Uradel                   |
|        | Wappen der Hund von Saulheim                | etwa 1300 bis 1750        | rheinhessisches Adelsgeschlecht      |
|        | Wappen der Ostrogskis                       | seit 14. Jahrhundert      | ruthenisches Fürstengeschlecht       |
|        | Wappen der Godeffroy                        | seit 17. Jahrhundert      |                                      |
|        | Wappen der Spiczak Brzeziński               | etwa seit 15. Jahrhundert |                                      |
|        | Leliwa, Wappen der polnischen Szlachta      | seit 14. Jahrhundert      |                                      |
|        | Drzewica, Wappen der polnischen Szlachta    |                           |                                      |
|        | Bronisław, Wappen der polnischen Szlachta   |                           |                                      |
|        | Cielątkowa, Wappen der polnischen Szlachta  |                           |                                      |
|        | Druck, Wappen der polnischen Szlachta       |                           |                                      |
|        | Erbs, Wappen der polnischen Szlachta        |                           |                                      |
|        | Gwiazdzicz, Wappen der polnischen Szlachta  |                           |                                      |
|        | Husarzewski, Wappen der polnischen Szlachta |                           |                                      |
|        | Korczyk, Wappen der polnischen Szlachta     |                           |                                      |
|        | Korybut, Wappen der polnischen Szlachta     |                           |                                      |
|        | Kostrowiec, Wappen der polnischen Szlachta  |                           |                                      |
|        | Ksiezyc, Wappen der polnischen Szlachta     |                           |                                      |
|        | Kujk, Wappen der polnischen Szlachta        |                           |                                      |
|        | Kulikowski, Wappen der polnischen Szlachta  |                           |                                      |
|        | Kulak, Wappen der polnischen Szlachta       |                           |                                      |
|        | Lachnicki, Wappen der polnischen Szlachta   |                           |                                      |
|        | Orda, Wappen der polnischen Szlachta        |                           |                                      |
|        | Ostoja, Wappen der polnischen Szlachta      |                           |                                      |
|        | Ostrogski, Wappen der polnischen Szlachta   |                           |                                      |
|        | Przegonia, Wappen der polnischen Szlachta   |                           |                                      |
|        | Sas, Wappen der polnischen Szlachta         |                           |                                      |
|        | Szeliga, Wappen der polnischen Szlachta     |                           |                                      |
|        | Trzaska, Wappen der polnischen Szlachta     |                           |                                      |
|        | Wysocki, Wappen der polnischen Szlachta     |                           |                                      |
|        | Bozawola, Wappen der polnischen Szlachta    |                           |                                      |
|        | Bolków, Wappen der polnischen Szlachta      |                           |                                      |

### Staats- und Ortswappen
| Wappen | Benutzung                               | Bemerkung |  |
| ------ | --------------------------------------- | --- |  |
|        | Emblem der Türkei                       | |  |
|        | Wappen von Allendorf (Eder)             | mit zwei abgekehrten goldenen Halbmonden über einem sechsstrahligen silbernen Stern                                                                   |  |
|        | Wappen von Angelbachtal                 | mit zwei schräggekreuzten roten Lilienstäben, die Kreuzung überdeckt mit einem blauen Herzschild, worin ein zunehmender goldener Halbmond mit Gesicht |  |
|        | Wappen von Arnsberg-Wennigloh           | |  |
|        | Wappen von Attendorn                    | |  |
|        | Wappen von Bönnigheim                   | |  |
|        | Wappen von Büchlberg                    | mit drei (2:1) silbernen Halbmonden |  |
|        | Wappen von Dettighofen                  | |  |
|        | Wappen von Dogern                       | |  |
|        | Wappen von Ennetach                     | |  |
|        | Wappen von Erligheim                    | |  |
|        | Wappen von Etzenrot                     | |  |
|        | Wappen von Glauchau                     | |  |
|        | Wappen von Grabow (Meckl)               | |  |
|        | Wappen von Hachenbach                   | |  |
|        | Redendes Wappen von Halbemond           | |  |
|        | Wappen von Halle (Saale)                | |  |
|        | Wappen von Harsleben                    | |  |
|        | Wappen von Hertingen                    | |  |
|        | Wappen von Hirschbach (Oberpfalz)       | |  |
|        | Wappen von Hugsweier                    | |  |
|        | Wappen von Jesenwang                    | |  |
|        | Wappen von Lautern bei Schwäbisch Gmünd | |  |
|        | Wappen von Leun                         | |  |
|        | Wappen von Mengen                       | |  |
|        | Wappen von Mondfeld                     | |  |
|        | Wappen von Monheim (Schwaben)           | |  |
|        | Wappen von Neuhausen                    | |  |
|        | Wappen von Oelde                        | |  |
|        | Wappen von Ottmarsheim                  | |  |
|        | Wappen von Roßdorf-Gundernhausen        | |  |
|        | Wappen von Saulheim                     | |  |
|        | Wappen von Scherneck bei Coburg         | |  |
|        | Wappen von Schwieberdingen              | |  |
|        | Wappen von Stierstadt                   | |  |
|        | Wappen von Umkirch                      | (Mondsichelmadonna) |  |
|        | Wappen von Weitenung                    | |  |
|        | Wappen von Au SG                        | |  |
|        | Wappen von Dättlikon                    | |  |
|        | Wappen von Frenkendorf BL               | |  |
|        | Wappen von Oftringen                    | siehe auch Wappen der Herren von Ofteringen |  |
|        | Wappen von Schinznach-Dorf              | abgeleitet von «Schiint z Nacht» (scheint in der Nacht)                                                                                               |  |
|        | Wappen von Stetten SH                   | |  |
|        | Wappen von Świebodzice                  | |  |
|        | Wappen von Tarnobrzeg                   | |  |
|        | Wappen von Waltenheim/Elsass            | (als „Croissant“ blasoniert) |  |
|        | Wappen von Wołczyn                      | |  |
|        | Wappen von Mińsk Mazowiecki             | |  |
|        | Wappen von Powiat Człuchowski           | |  |
|        | Wappen von Kazimierz Dolny              | |  |
|        | Wappen von Czarne                       | |  |
|        | Wappen von Goleniów                     | |  |
|        | Wappen von Eppan                        | |  |
|        | Wappen von Neumarkt (Südtirol)          | |  |
|        | Wappen von Hinterstoder                 | (gestürzter Mond mit Tatzenkreuz besetzt) |  |
|        | Wappen von Mattighofen                  | |  |
|        | Wappen von Mondsee                      | (Redendes Wappen) |  |

### Flaggen

#### Nationalflaggen
| Flagge | Benutzung                                                                | Datum                | Bemerkung |
| ------ | ------------------------------------------------------------------------ | -------------------- | --- |
|        | Flagge von Algerien                                                      | 1962–                | Land mit muslimischer Mehrheitsbevölkerung, Staatsreligion ist der sunnitische Islam, historische Bindungen zum Osmanischen Reich |
|        | Flagge von Aserbaidschan                                                 | 1918–1920 1990–      | Land mit muslimischer Mehrheitsbevölkerung, historische Bindungen zum Osmanischen Reich                                           |
|        | Flagge von Brunei                                                        | 1959–                | Land mit muslimischer Mehrheitsbevölkerung, Staatsreligion ist der sunnitische Islam                                              |
|        | Flagge von Bosnien                                                       | 1848–1878            | historische Bindungen zum Osmanischen Reich                                                                                       |
|        | Flagge der Komoren                                                       | 2003–                | Land mit muslimischer Mehrheitsbevölkerung                                                                                        |
|        | Flagge der Kokosinseln                                                   |                      | |
|        | Flagge der Malediven                                                     | 1965–                | Land mit muslimischer Mehrheitsbevölkerung, Staatsreligion ist der sunnitische Islam                                              |
|        | Flagge von Mauretanien                                                   | 1959–                | Land mit muslimischer Mehrheitsbevölkerung, Staatsreligion ist der sunnitische Islam                                              |
|        | Flagge der Mongolei                                                      | 1992–                | Sonne und Mond symbolisieren das ewige Leben der Nation                                                                           |
|        | Flagge von Nepal                                                         | 1962–                | Halbmond und Stern repräsentieren das Königshaus                                                                                  |
|        | Flagge des stabilisierten De-facto-Regimes Türkische Republik Nordzypern | 1984–                | Land mit muslimischer Mehrheitsbevölkerung, dessen Unabhängigkeit nur von der Türkei anerkannt wird                               |
|        | Flagge von Pakistan                                                      | 1947–                | Land mit muslimischer Mehrheitsbevölkerung, Staatsreligion ist der Islam                                                          |
|        | Flagge von Singapur                                                      | 1959–                | Der Halbmond steht für eine junge aufstrebende Nation                                                                             |
|        | Flagge von Tunesien                                                      | 1956–                | Land mit muslimischer Mehrheitsbevölkerung, Staatsreligion ist der Islam, historische Bindungen zum Osmanischen Reich             |
|        | Flagge der Türkei                                                        | 1840– (heutige Form) | Laizistische Republik mit muslimischer Mehrheitsbevölkerung, Nachfolgestaat des Osmanischen Reiches                               |
|        | Flagge von Turkmenistan                                                  | 2001–                | Land mit muslimischer Mehrheitsbevölkerung                                                                                        |
|        | Flagge von Usbekistan                                                    | 1991–                | Land mit muslimischer Mehrheitsbevölkerung                                                                                        |
|        | Flagge von Malaysia                                                      | 1963–                | Land mit muslimischer Bevölkerung, Staatsreligion ist der Islam                                                                   |

#### Weitere Flaggen
| Flagge | Benutzung                                                                              | Datum     | Bemerkung |
| ------ | -------------------------------------------------------------------------------------- | --------- | --- |
|        | Flagge des US-Bundesstaates South Carolina                                             | 1861–     | Der Halbmond geht auf den Amerikanischen Unabhängigkeitskrieg zurück, als sich die amerikanischen Truppen 1775 ein Band mit Halbmond und dem Wahlspruch „Freiheit oder Tod“ an ihre Mützen hefteten.                                            |
|        | Flagge der Osterinsel                                                                  |           | Stellt ein Rei-Miro dar |
|        | Standarte des türkischen Präsidenten                                                   |           | Die 16 Sterne symbolisieren die größten türkischen Staaten in der Geschichte. Die Sonne im Zentrum dieser Sterne repräsentiert die Republik Türkei.                                                                                             |
|        | Flagge des Präsidenten der Türkischen Republik Nordzypern                              |           | Die Flagge des Präsidenten, die vom Präsidenten der TRNZ benutzt wird, hat als Grundlage die Nationalflagge. Jedoch hat sie in der oberen linken Ecke einen rot-gelben Stern, der obere Balken ist kürzer und die Flagge hat eine gelbe Franse. |
|        | Flagge der Internationalen Rotkreuz- und Rothalbmond-Bewegung                          | 1929–     | |
|        | Flagge des historischen Staates Hatay                                                  | 1938–1939 | historische Bindungen zur Türkei |
|        | Flagge der historischen Südwest-Kaukasischen Republik                                  | 1918–1920 | historische Bindungen zum Osmanischen Reich |
|        | Flagge der Autonomen Republik Karakalpakistan                                          | seit 1992 | |
|        | Türkmeneli, inoffizielle Flagge der Irak-Turkmenen und ihrer Siedlungsgebiete im Irak  |           | |
|        | Minderheitenflagge der turkstämmigen Belarus-Tataren                                   |           | |
|        | Flagge uigurischer Separatisten aus dem Uigurischen Autonomen Gebiet Xinjiang in China |           | Innerhalb der Volksrepublik China verboten |
|        | Flagge der weitgehend islamischen, indonesischen Provinz Aceh                          |           | |
|        | Flagge der malaysischen Provinz Terengganu                                             |           | |
|        | Flagge der malaysischen Provinz Johor                                                  |           | |
|        | Flagge der malaysischen Provinz Kelantan                                               |           | |
|        | Flagge des Emirats Umm al-Qaiwain (VAE)                                                |           | |
|        | Flagge des Tatarischen Zentrums                                                        |           | ehemalige „Türkisch-Tatarische Gemeinschaft Idel-Ural“ in Russland |